# Elliottia pyroliflora
Elliottia pyroliflora là một loài thực vật có hoa trong họ Thạch nam. Loài này được (Bong.) S.W.Brim & P.F.Stevens mô tả khoa học đầu tiên năm 1978.

## Hình ảnh

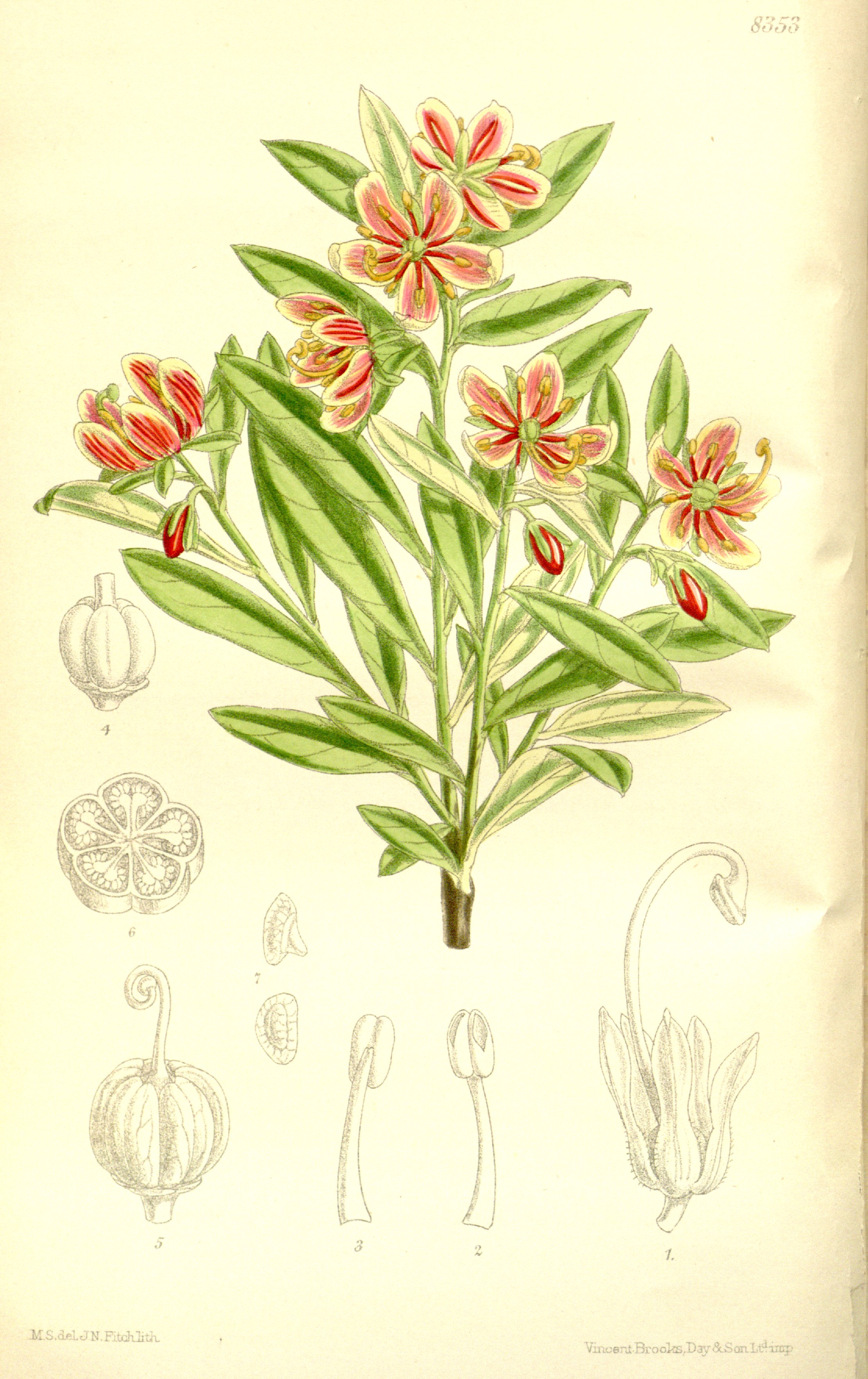
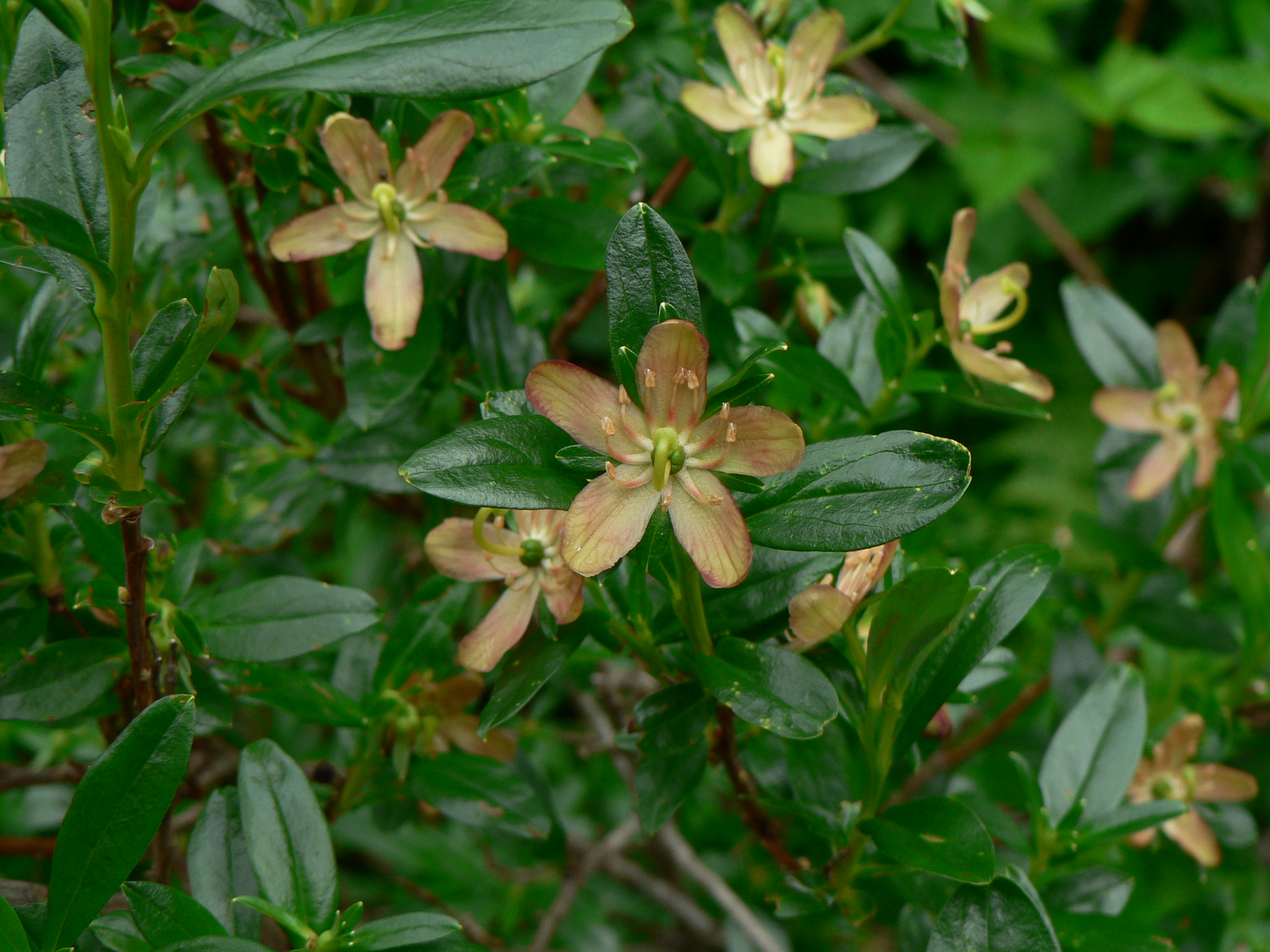
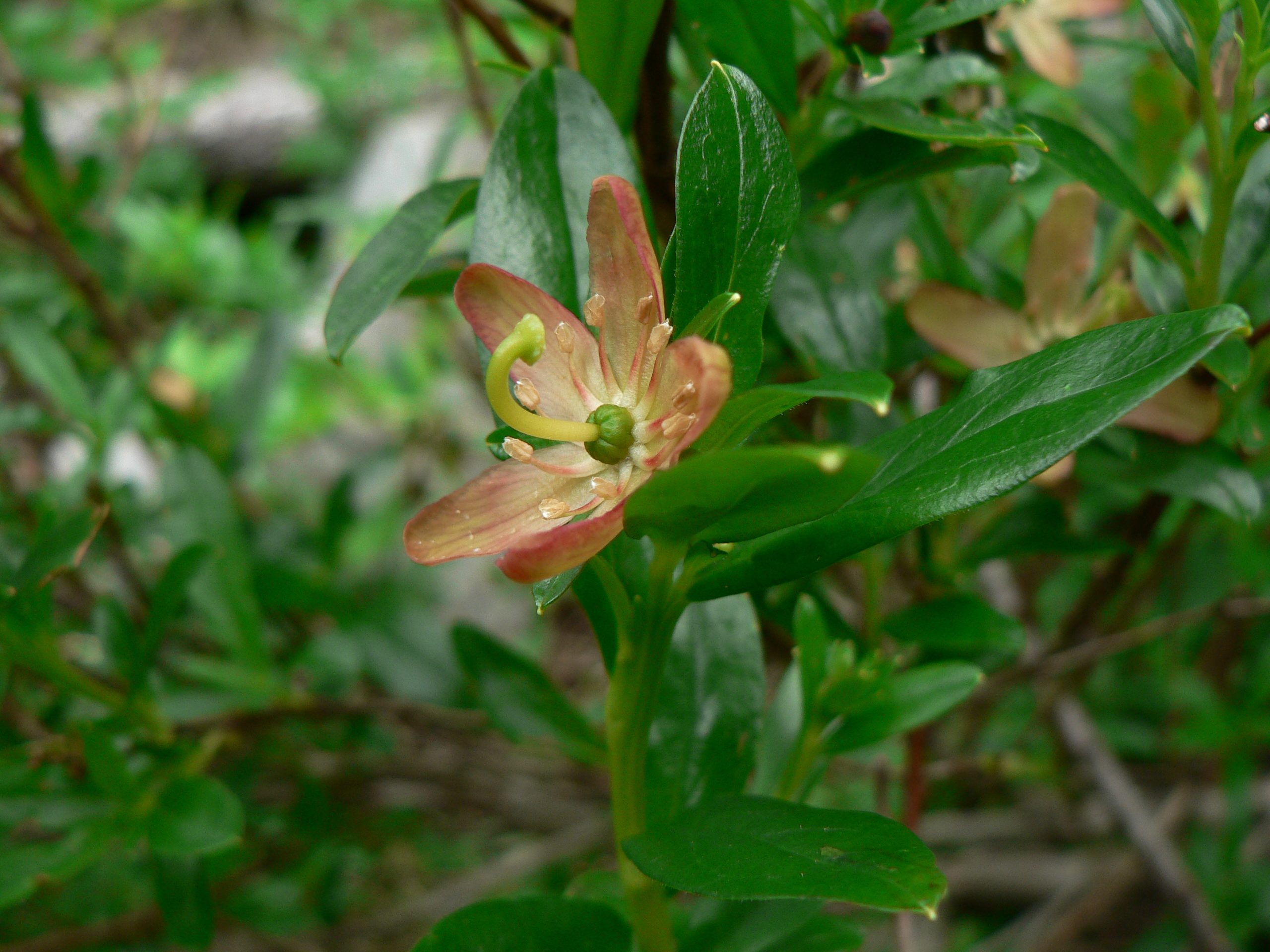
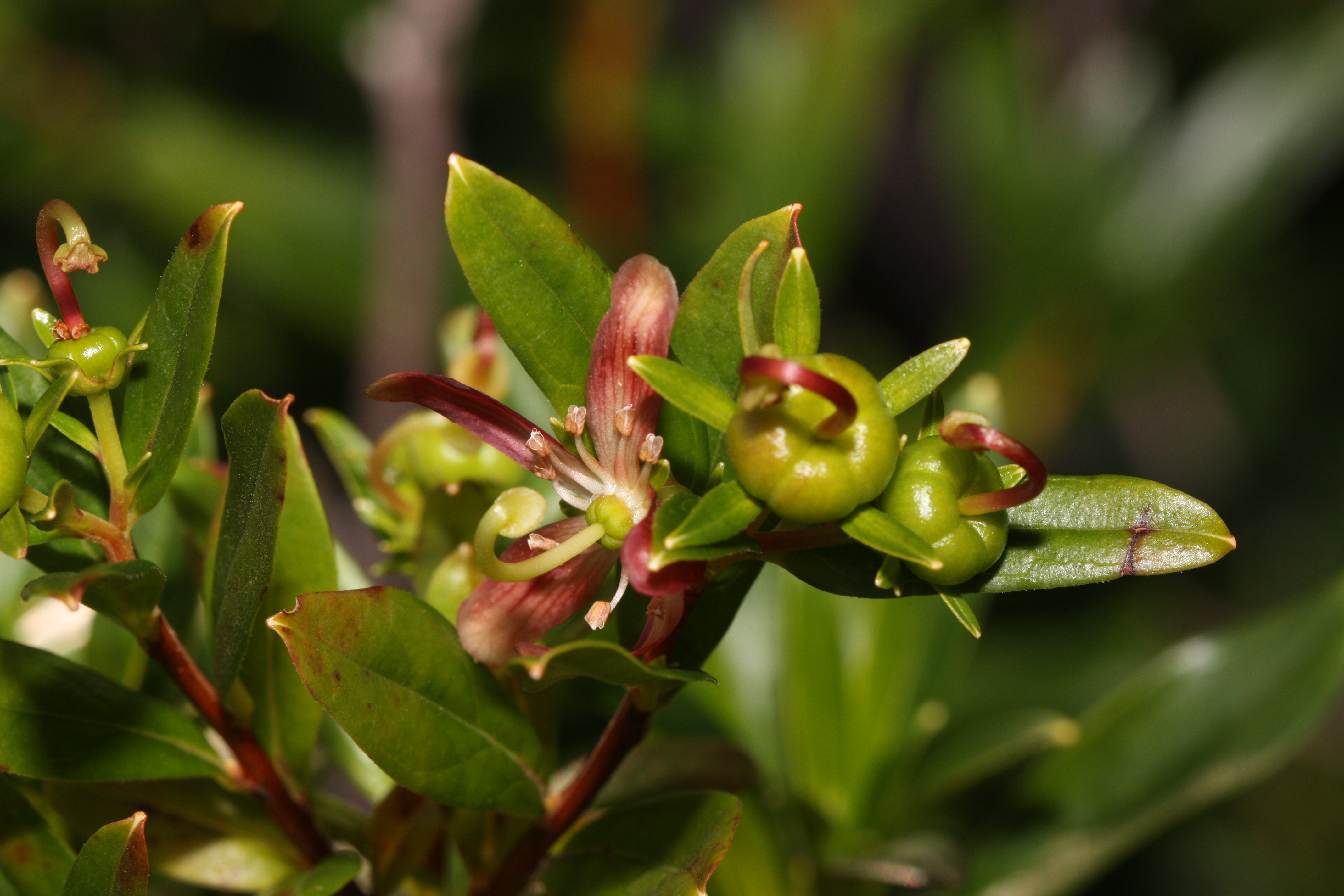